# Nyangkowek
Nyangkowek is een bestuurslaag in het regentschap Sukabumi van de provincie West-Java, Indonesië. Nyangkowek telt 7208 inwoners (volkstelling 2010).